# 时辰

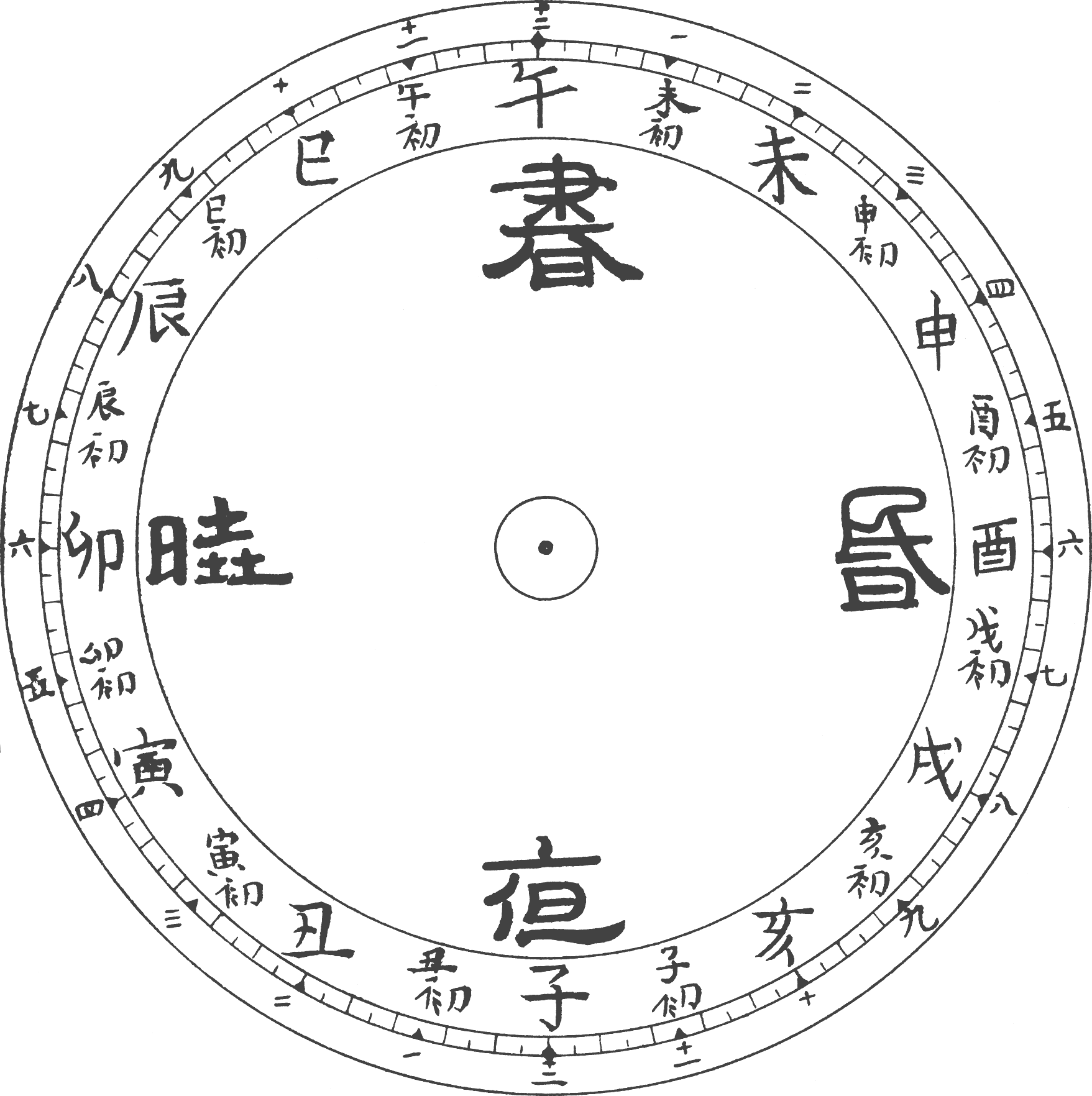
一面中国近代的表盘示意图，上面标注了十二时辰

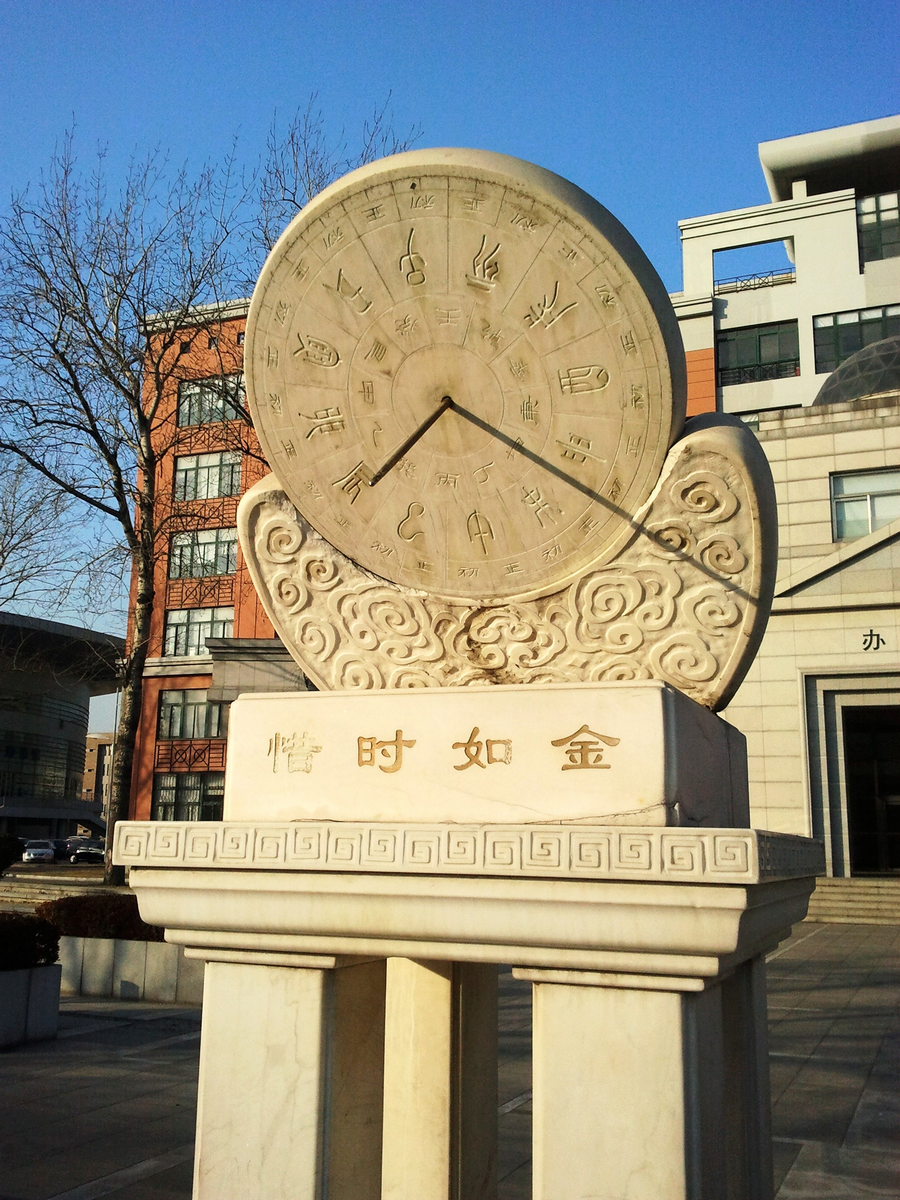
天津南开大学行政楼前的日晷，上面用篆书写有十二时辰之名

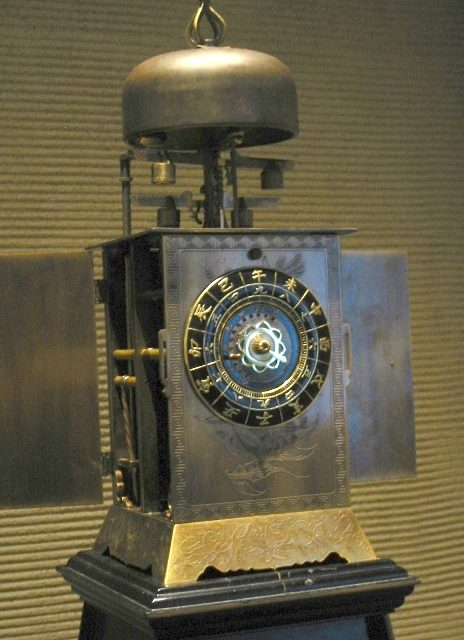
一支日本江户时代制作的机械钟，表盘上外圈为十二时辰，内圈的数字为当时日本流行的

时辰是古代计时单位，中国古时将一昼夜按十二地支的顺序分为十二个时段，每段称作一个时辰，合现今两个小时。時辰為   :  子時：23點到1點；丑時：1點到3點；寅時：3點到5點；卯時：5點到7點；辰時：7點到9點；巳時：9點到11點；午時：11點到13點；未時：13點到15點；申時：15點到17點；酉時：17點到19點；戌時：19點到21點；亥時：21點到23點。
十二时辰制的出现时间不是很清楚，有西周说、战国说、汉朝说等，现在大多认为是在先秦，汉代命名依序为：「夜半、鸡鸣、平旦、日出、食时、隅中、日中、日昳、晡时、日入、黄昏、人定」。

## 时辰
| 十二支 | 名目 | 时间段                 |
| ------ | ---- | ---------------------- |
| 子时   | 夜半 | 二十三点整到一点整     |
| 丑時   | 鸡鸣 | 一点整到三点整         |
| 寅时   | 平旦 | 三点整到五点整         |
| 卯时   | 日出 | 五点整到七点整         |
| 辰时   | 食时 | 七点整到九点整         |
| 巳时   | 隅中 | 九点整到十一点整       |
| 午时   | 日中 | 十一点整到十三点整     |
| 未时   | 日昳 | 十三点整到十五点整     |
| 申时   | 晡时 | 十五点整到十七点整     |
| 酉时   | 日入 | 十七点整到十九点整     |
| 戌时   | 黄昏 | 十九点整到二十一点整   |
| 亥时   | 人定 | 二十一点整到二十三点整 |

## 初正
| 十二支   | 时间段 |
| -------- | ------ |
| 子初初刻 | 23:00  |
| 子正初刻 | 00:00  |
| 丑初初刻 | 01:00  |
| 丑正初刻 | 02:00  |
| 寅初初刻 | 03:00  |
| 寅正初刻 | 04:00  |
| 卯初初刻 | 05:00  |
| 卯正初刻 | 06:00  |
| 辰初初刻 | 07:00  |
| 辰正初刻 | 08:00  |
| 巳初初刻 | 09:00  |
| 巳正初刻 | 10:00  |
| 午初初刻 | 11:00  |
| 午正初刻 | 12:00  |
| 未初初刻 | 13:00  |
| 未正初刻 | 14:00  |
| 申初初刻 | 15:00  |
| 申正初刻 | 16:00  |
| 酉初初刻 | 17:00  |
| 酉正初刻 | 18:00  |
| 戌初初刻 | 19:00  |
| 戌正初刻 | 20:00  |
| 亥初初刻 | 21:00  |
| 亥正初刻 | 22:00  |

宋以后，又出现了初正计时，即将每个时辰细分为“初”、“正”，如子时分为子初、子正，丑时丑初、丑正，午时分为午初、午正等。如此一日则分为二十四个区段，称“小时”。北宋至和三年（1056年）的《四时潮候图》已经使用“未初”、“酉初”、“戌正”、“卯末”等记载潮汐时间。
南宋王应麟《玉海》和《宋史·天文志》均载：
每时初行一刻，至四刻六分之一为时正，终八刻六分之二则交次时。
即是说，每个时辰为八刻六分之二，前四刻六分之一为时初，后四刻六分之一为时正。明代实行九十六刻制后，时初为一至四刻，时正为五至八刻。这样一天内的时间就分成了：
一日分十二时，每时又分为二，曰初、曰正，是为二十四小时。
明清时期西方计时法传入后，因为同样将一日分为二十四个区段，因此将同样概念的（hour）翻译为“小时”，而时辰也称为“大时”。

## 历史
将一日分为若干时辰的计时制在很早就已出现，但时辰划分方式及划分数量则不明，先秦文献中可见一日四时、一日十时、一日十六时、一日十二时等划分方法。《左传》昭公五年记载展庄叔说“日之数十，故有十时”，《通俗编》卷一引杜预左传注：
始分一日為十二時。其名目但曰夜半。曰雞鳴。曰平旦。曰日出。曰食時。曰隅中。曰日中。曰日昳。曰哺時。曰日入。曰黃昏。曰人定。未借及十二支也。今恆言猶或兼之。曰夜半子時。雞鳴丑時。日出卯時。日沒酉時。黃昏戌時。人定亥時。略得古之遺。
关于十二时制开始施行的年代，顾炎武在《日知录》中认为“古无一日分十二时之说，自汉以下，历法渐密，于是以一日分为十二时，不知始于何时，至今不费。”但俞樾在其《诸子平议》中则根据《商君书》中并举年月日时，认为“则六国时已有此说矣。意所谓时者，尚是平旦鸡鸣之属，而非今之所谓十二时欤？”，后来也有学者反过来认为《商君书》可能是汉代的托名伪作，书中年月日时并举，正是汉代历法运用的结果。
清代学者赵翼在《陔余丛考》（卷三四）中认为，“一日十二时始于汉，盖自太初改正朔之后，历家之术益精，故定此法。”
在秦汉简牍中，能够找到十二时制的实行案例，如睡虎地秦简的《日书》乙种，以及清水沟汉简的《历谱》等。均能证明在秦汉间甚至战国晚期已有十二时制，但在放马滩秦简中的《日书》甲种、居延汉简、汉代的《淮南子》、《论衡》等出土或传世文献中则能见到十六时制的使用。
魏晋南北朝时期还一度流行过一种二十四时辰制，即以十二支四维八干合为二十四个表示时刻的名称。其中四维即方位，分别为东北、东南、西南、西北，有时分别以卦象艮、巽、坤、乾表示，而八干分别为甲、乙、丙、丁、庚、辛、壬、癸。如此，二十四个时辰从北起顺时针就分别为：子、癸、丑、艮、寅、甲、卯、乙、辰、巽、已、丙、午、丁、未、坤、申、庚、酉、辛、戌、乾、亥、壬。
如根据李谦《授时历议》和郭守敬《授时历经》所编的《元史·历志》中载：
梁中大通五年癸丑四月，己未朔食在丙。
梁中大通五年即公元533年，此处的“丙”即上述二十四时辰之一。唐以后，此种二十四时辰制仅见于术士择葬中使用。
周之前还有百刻计时制，即将一日分割为一百个“刻”，其后十二时辰成为主要计时制之后，为了与十二时辰制相合，汉代曾将百刻改为一百二十刻，但施行时间不长。梁武帝曾一度改成九十六刻及一百零八刻制，但其后又恢复百刻制。宋以后，一时辰被分成八又三分之一刻，即一时辰有八刻加两个“小刻”（一小刻为六分之一刻），如此，一天又有一百刻。至明末，机械钟表传入，使用一日二十四小时，一百刻制又改为九十六刻制，即一时辰有八刻，前四刻为初刻，后四刻为正刻。如“午时三刻”即相当于今11时45分。

## 参看
- 干支#干支紀時